# Pseudomys novaehollandiae
Pseudomys novaehollandiae is een knaagdier uit het geslacht Pseudomys dat voorkomt in Australië. Zijn verspreidingsgebied beslaat een aantal geïsoleerde gebieden van Zuidoost-Queensland tot Victoria en Noord-Tasmanië. Daar leeft hij in droge bossen.
De rug is grijsbruin, de onderkant lichtgrijs, met een scherpe scheiding. De lange staart is van boven lichtbruin en van onder wit. De punt is wat donkerder. De voeten zijn wit. De kop-romplengte bedraagt 65 tot 90 mm, de staartlengte 80 tot 105 mm, de achtervoetlengte 20 tot 22 mm, de oorlengte 15 tot 18 mm en het gewicht 15 tot 25 gram. Vrouwtjes hebben 0+2=4 spenen.
De soort is 's nachts actief en leeft in holen, die vaak verschillende meters lang zijn. Hij eet zaden, wortels, schimmels en geleedpotigen. Tijdens de lente en het begin van de zomer kunnen verschillende nesten van twee tot zes jongen worden grootgebracht.